# インネレシュタット (ウィーン)
インネレシュタット (Innere Stadt  発音) は、オーストリアの首都・ウィーン市の第1区の地名である。
ここは同時に、ウィーンの旧市街にあたる地区でもある。1850年に周辺の町が合併し、ウィーン市域が拡張されるまでは、このインネレシュタットの区域がすなわちウィーンであった。旧市街はシュトゥーベンフィアテル（Stubenviertel, 北東部）、ケルントナー・フィアテル（Kärntner Viertel, 南東部）、ヴィドマーフィアテル（Widmerviertel, 南西部）、ショッテンフィアテル（Schottenviertel, 北西部）の4つの地区に分かれていた。これらの地名は、それぞれの地区にあった城壁の門の名前に由来するものである。
インネレシュタットは 23 あるウィーンの行政区中で最大である約 11 万人の労働人口を抱える。これは観光地であることと、市の中心部という好条件のため企業の立地が多いためである。

## 地理

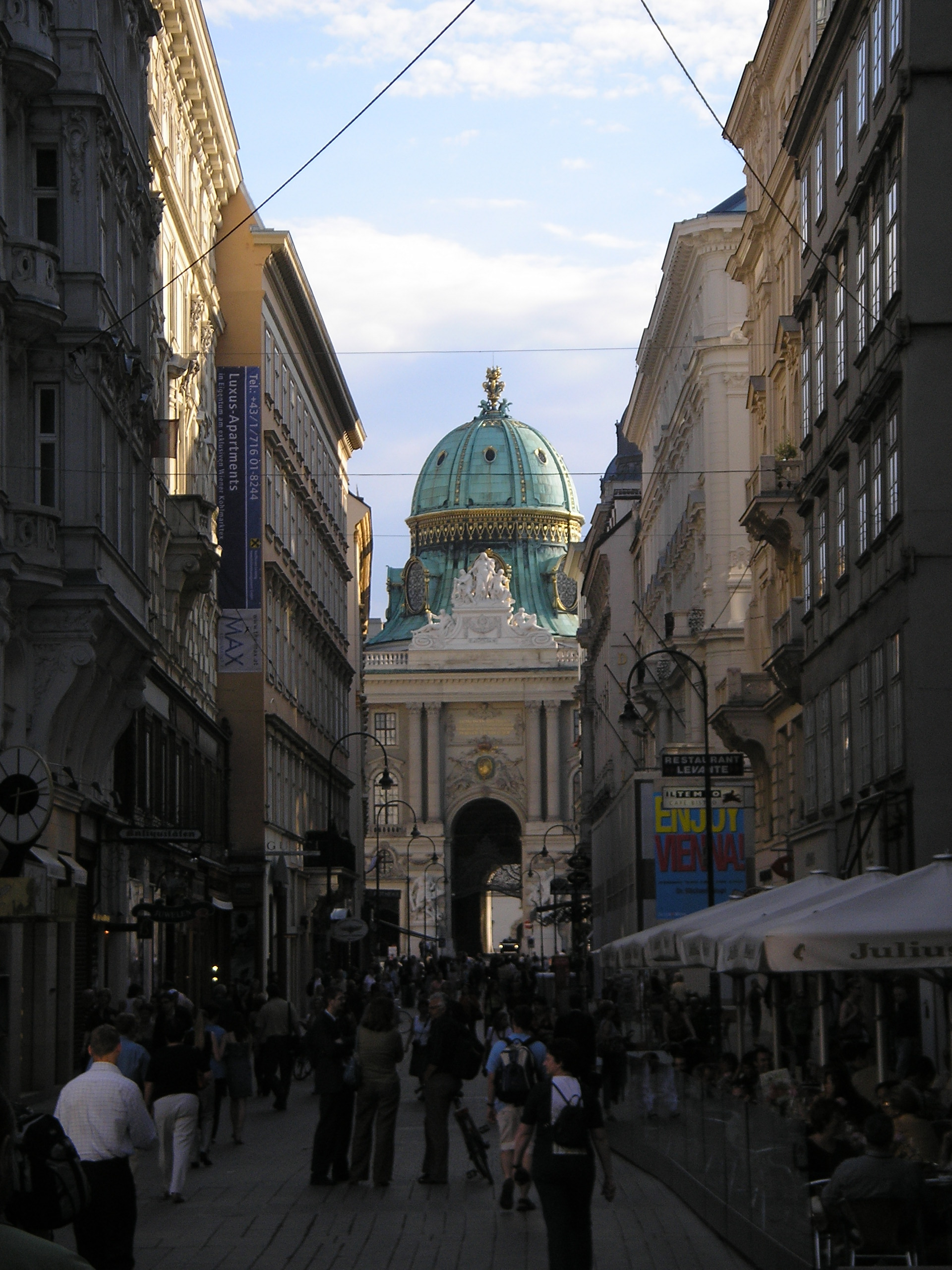
コールマルクト広場から見えるホーフブルク宮殿

インネレシュタットはウィーン市の最も中央部に位置する。北西側で 2 区レオポルトシュタット、東側で 3 区ラントシュトラーセ、南側で 4 区ヴィーデンと 6 区マリアヒルフ、西側で 7 区ノイバウと 8 区ヨーゼフシュタット、北側で 9 区アルザーグルントと接する。これらの区とは、ウラニア (Urania)、ウィーン川、ロートリンガー通り（ロートリンガーシュトラーセ、Lothringerstraße）、カール広場（カールスプラッツ、Karlsplatz）、ゲトライデ市場（ゲトライデマルクト、Getreidemarkt）、美術館広場（ムゼーウムスプラッツ、Museumsplatz）、美術館通り（ムゼーウムシュトラーセ、Museumstraße）アウアースペルク通り（アウアーシュペルクシュトラーセ、Auerspergstraße）、地方裁判所通り（ランデスゲリヒツシュトラーセ、Landesgerichtsstraße）、大学通り（ウニヴェルジテーツシュトラーセ、Universitätsstraße）、マリア＝テレジア通り（マリア＝テレジエン＝シュトラーセ、Maria-Theresien-Straße）、そしてドナウ運河によって境界が定められている。
区域は「ツェールベツィルク」(Zählbezirk) と呼ばれる統計上の小地域にさらに区分される。インネレシュタットは、アルトシュタット＝オスト (Altstadt-Ost)、シュトゥーベンフィアテル (Stubenviertel)、オーパーンフィアテル (Opernviertel)、レギーアルングスフィアテル (Regierungsviertel)、ベルゼフィアテル (Börseviertel)、アルトシュタット＝ヴェスト (Altstadt-West) とアルトシュタット＝ミッテ (Altstadt-Mitte) の 7 つのツェールベツィルクからなる。

## 歴史
インネレシュタットの歴史は、ケルト人が築いた集落が後にローマ人の要塞となったウィンドボナまでさかのぼる。その後長らく、今日のインネレシュタットにあたる地域の歴史がウィーンの歴史であった。1850 年に周辺町 (Vorstadt) の合併によって近代のウィーン市が誕生し、インネレシュタットはその一部としての位置づけになったが、その後もインネレシュタットはウィーンの政治的・経済的・精神的な中心としての地位を保っている。

## 人口
| 年   | 人口   | 年   | 人口   |
| ---- | ------ | ---- | ------ |
| 1869 | 68,079 | 1951 | 34,654 |
| 1880 | 72,688 | 1961 | 32,243 |
| 1890 | 70,167 | 1971 | 25,169 |
| 1900 | 58,736 | 1981 | 19,537 |
| 1910 | 53,326 | 1991 | 18,002 |
| 1923 | 43,045 | 2001 | 17,056 |
| 1939 | 33,027 | 2005 | 17,289 |

### 人口の拡大
1869年には 68,079 人が区内に居住していた。1880年の 72,688 人をピークにして、それ以後は減少の一途をたどってきた。2011年は 16,374 人という数字で、それ以降も人口の増加は停滞している。インネレシュタットは 23 区中人口が最も少ない区である。

### 人口構成
住民のうち 60 歳以上が占める割合は 28.1 % で、ウィーン市全体の 22.2 % と比べて高い値を示している。15 歳未満は 9.8 % である。女性の比率は 53.3 % で、ウィーン市全体の平均よりも高い。

### 居住者の出身と言語
2001年の時点で、外国の国籍を持つ住民の割合は 15.5 % で、ウィーン市全体の平均と比べて約 2 ポイントほど低い。人口の 2.8 % がドイツを除く欧州連合加盟国の国籍保持者で、2.7 % がセルビアまたはモンテネグロ国籍である。2.2 % がドイツ国籍で、残りがその他の国籍である。合計でおよそ 25.6 % が外国生まれである。約 79 % の住民がドイツ語を日常の言語として話し、4.0 % は主にセルビア語、1.8 % はハンガリー語、1.4 % はクロアチア語、14.3 % はその他の言語を話す。

### 宗教
人口の 51.3 % はローマ・カトリックの信者である。福音主義教会（大半がルター派）が 6.6 %、正教会が 5.1 % でこれに続く。3.3 % がユダヤ教の信者。22.7 % は無宗教である。

## 政治
| 区長                                                  | 政党                   | 在任期間         |
| ----------------------------------------------------- | ---------------------- | ---------------- |
| アントン・ピッカー (Anton Picker)                     | キリスト教社会党       | 1890 – 1903      |
| ヨーゼフ・ヴィーニンガー (Josef Wieninger)            | キリスト教社会党       | 1903 – 1925      |
| オットー・ウアバッハ (Otto Urbach)                    | 社会民主労働党         | 1932 – 1934      |
| エドゥアルト・ジークメト (Eduard Siegmeth)            | -                      | 1934 – 1938      |
| テオドーア・ケープル (Theodor Köpl)                   | オーストリア共産党     | 1945/4 – 1945/7  |
| フリッツ・シュッケルト (Fritz Schuckeld)              | オーストリア社会民主党 | 1945/7 – 1945/10 |
| アドルフ・プラネク (Adolf Planek)                     | オーストリア社会民主党 | 1945/10 – 1946   |
| アウグスト・アルトムッター (August Altmutter)         | オーストリア国民党     | 1946 – 1948      |
| フランツ・アイヒベルガー (Franz Eichberger)           | オーストリア国民党     | 1948 – 1951      |
| オットー・フリージンガー (Otto Friesinger)            | オーストリア国民党     | 1951 – 1968      |
| ハインリヒ・アントン・ハインツ (Heinrich Anton Heinz) | オーストリア国民党     | 1968 – 1987      |
| リヒャルト・シュミッツ (Richard Schmitz)              | オーストリア国民党     | 1987 – 2001      |
| フランツ・グルントヴァルト (Franz Grundwalt)          | オーストリア国民党     | 2001 – 2005      |
| ウルズラ・シュテンツェル (Ursula Stenzel)             | オーストリア国民党     | 2005 – 2015      |
| マルクス・フィグル (Markus Figl)                      | オーストリア国民党     | 2015 –           |

オーストリア国民党は1946年から連続してインネレシュタットの区長を出しているが、1990年代からはオーストリア社会民主党の追い上げにあっている。
1996年の区議会選挙では、国民党の得票率が前回と比べ 8.16 ポイント減の 38.21 % であったのに対し、オーストリア自由党が 3.72 ポイント増の 19.65 % で、初めて第 2 党の地位に躍り出た。社会民主党は 18.90 % と前回よりも大幅に減らした。11.35 % の緑の党は、この年が区議会選挙に初参加となった自由フォーラムを辛うじて上回った。
2001 年には国民党が得票率 33.11 % で 14 議席と伸び悩んだ一方、社会民主党は 25.64 % で 11 議席を獲得し、国民党に迫った。自由党は 17.68 % と低迷し、17.34 % の緑の党と並んで 7 議席の獲得にとどまった。自由フォーラムは惨敗でわずか 1 議席に終わった。
2005年の選挙の際は、国民党のフランツ・グルントヴァルト区長に対する世論調査結果が芳しくなかったことを受けて、社会民主党から区長が出る機会であると目された。これに対し、国民党は欧州議会議員のウルズラ・シュテンツェルをグルントヴァルトに代わる候補者に立てた。一方グルントヴァルトは、任期満了前に 社会民主党の副区長であるゲオルク・ニーダーミュールビヒラーに暫定的に職務の執行を委任して、シュテンツェルを迎え撃って出た。
シュテンツェルは公約として、区内において騒音の出る公的なイベントの開催を減らし、質の高い住環境を整備すると発言した。これに対し 社会民主党からは強い批判が浴びせられたが、最終的にはシュテンツェル陣営の国民党が 10.21 ポイント増となる 43.32 % の得票率で大勝利を飾った。社会民主党は 4.20 ポイント増の 29.84 % の得票にもかかわらず、またも国民党の後塵を拝した。
緑の党は 18.30 % の得票率。自由党は 11.60 ポイント減らして 6.08 % に沈んだ。自由フォーラムとオーストリア共産党、オーストリア未来同盟はともに得票率 1 % 未満のため、議席の獲得はならなかった。
| 年   | 社会民主党 | 国民党 | 自由党 | 緑の党 | NEOS  | 自由フォーラム | 未来同盟 | Wir im Ersten | その他 |
| 1991 | 23.59      | 46.36  | 15.93  | 12.01  | -     |                | -        |               | 2.11   |
| 1996 | 18.90      | 38.21  | 19.65  | 11.35  | -     | 11.27          | -        |               | 0.62   |
| 2001 | 25.64      | 33.11  | 17.68  | 17.34  | -     | 4.41           | -        |               | 1.82   |
| 2005 | 29.84      | 43.32  | 6.08   | 18.30  | -     | 0.73           | 0.9      |               | 0.83   |
| 2010 | 23.44      | 37.95  | 10.30  | 18.37  | -     | 1.26           | 1.2      | 6.60          | 0.9    |
| 2015 | 24.18      | 25.68  | 18.73  | 15.97  | 9.45  | -              | -        | 5.09          | 0.9    |
| 2020 | 22.97      | 40.52  | 4.85   | 17.38  | 11.06 | -              | -        | -             | 3.22   |

## 紋章
インネレシュタットの紋章は、赤地に白の十字がデザインされたもので、ウィーン市および連邦州としてのウィーンの紋章と共通するものである。 
今日使われている紋章は、最も古くは1270年代に「ウィーンのペニヒ」(Wiener Pfennige) と呼ばれる硬貨に刻印されたものに登場する。類似のデザインが神聖ローマ皇帝ルドルフ1世の軍旗に見られることから、中世のローマ王部隊まで起源がさかのぼるのではないかといわれている。

## 文化・見どころ

### 観光地
- シュテファン大聖堂
- ホーフブルク宮殿
- ウィーン国立歌劇場
- ブルク劇場
- ウィーン楽友協会
- ウィーン市庁舎
- 国会議事堂
- ヴィルギル礼拝堂
- ペスト記念塔
- ミノリーテン教会
- ペーター教会
- ルプレヒト教会
- シュッテン修道院
- マリア・アム・ゲシュターデ（岸辺のマリア教会）
- アム・ホーフ広場
- ホーアーマルクト広場
- ユーデンプラッツ（ユダヤ人広場）
- ノイアーマルクト広場のドナーブルンネン（噴水）
- シェーンラテルン通りとバジリスクハウス
- イエズス会教会

旧市街の周囲を囲っていた城壁が取り壊され、その跡地にできた環状道路・リングシュトラーセもインネレシュタットに属する。
ウィーン唯一のシナゴーグであるザイテンシュテッテン通り (Seitenstettengasse) 4 番地の市民神殿は、1938年 11 月の「水晶の夜」で著しく荒らされたにもかかわらず生き残った。

### 美術館・博物館
インネレシュタットには 60 以上の美術館・博物館が存在する。
区内で来場者数が最も多く、ウィーン市内全体でもシェーンブルン宮殿に次ぐ 2 番目なのはアルベルティーナ美術館の絵画コレクションで、65,000 点の絵画と 1,000,000 点以上の版画を所蔵する。ホーフブルク宮殿のカイザーアパートメンツ、シシー・ミュージアムとジルバーカンマーでは、かつてのハプスブルク家の生活を垣間見ることができる。この他によく知られた博物館としては、ハプスブルク家のコレクションをもとにしたウィーン美術史美術館とウィーン自然史博物館がある。
その他の造形芸術に関する美術館はセセッション館（分離派会館）、ウィーン・キュンストラーハウス、オーストリア銀行美術フォーラム、造形芸術アカデミーの絵画ギャラリーやオーストリア国立図書館内パピルス博物館のコレクションが名高い。この他、主要な博物館にユダヤ博物館やウィーン民族学博物館などがある。
一方、小規模の専門的な博物館として、時計博物館 (Uhrenmuseum) や、テディベア博物館 (Teddybärmuseum) といったものもある。

## ギャラリー

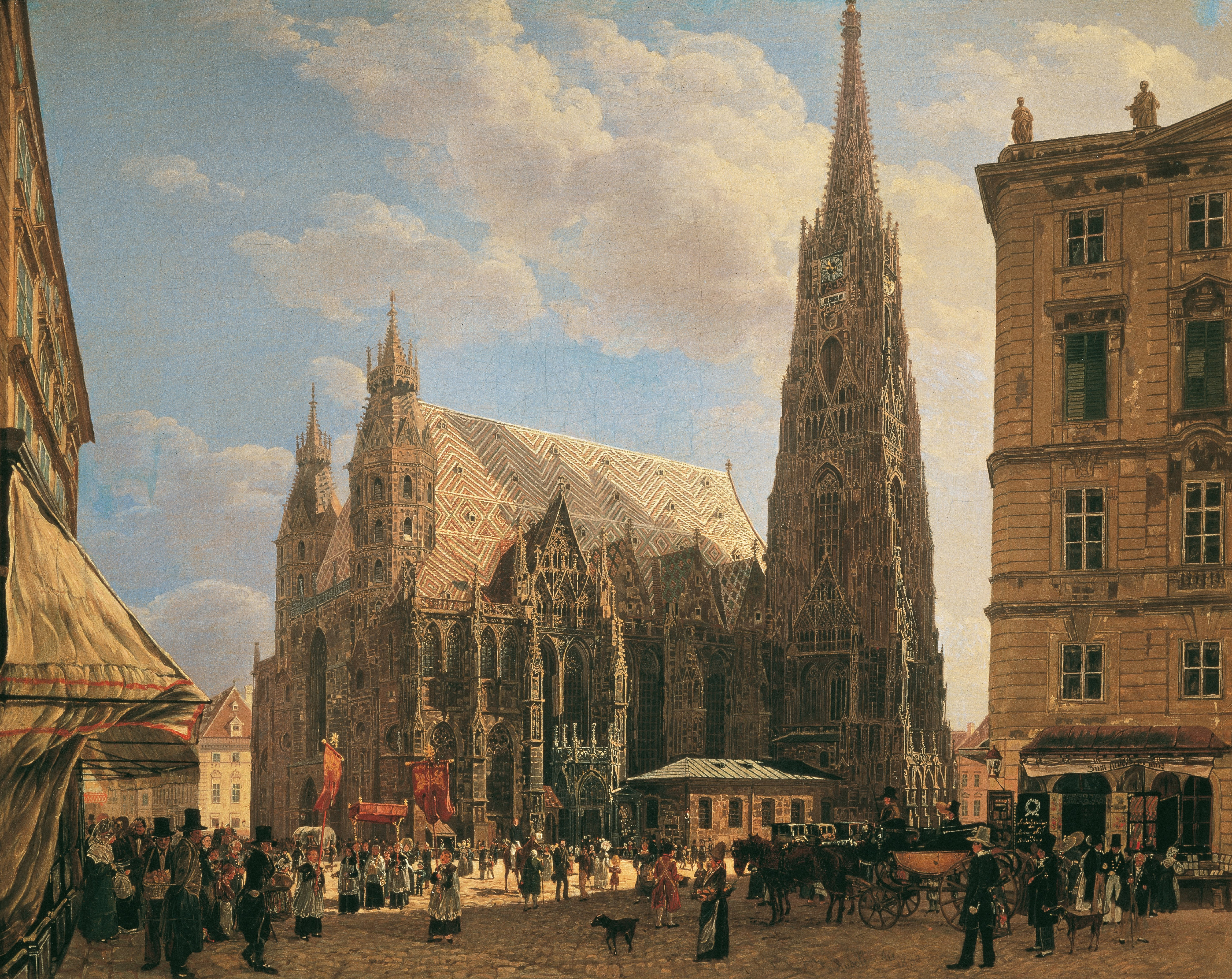
シュテファン大聖堂
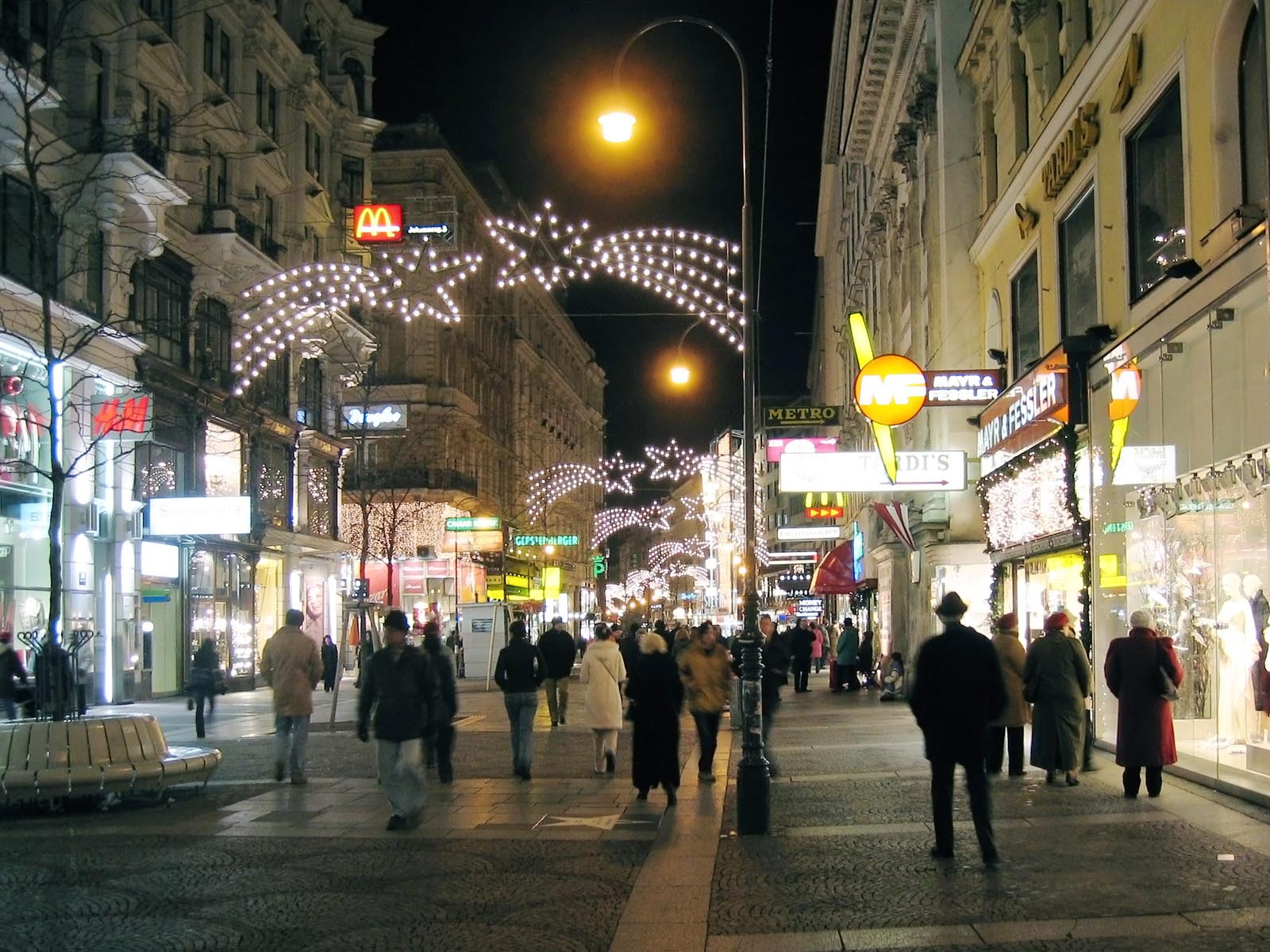
冬のケルントナー通り
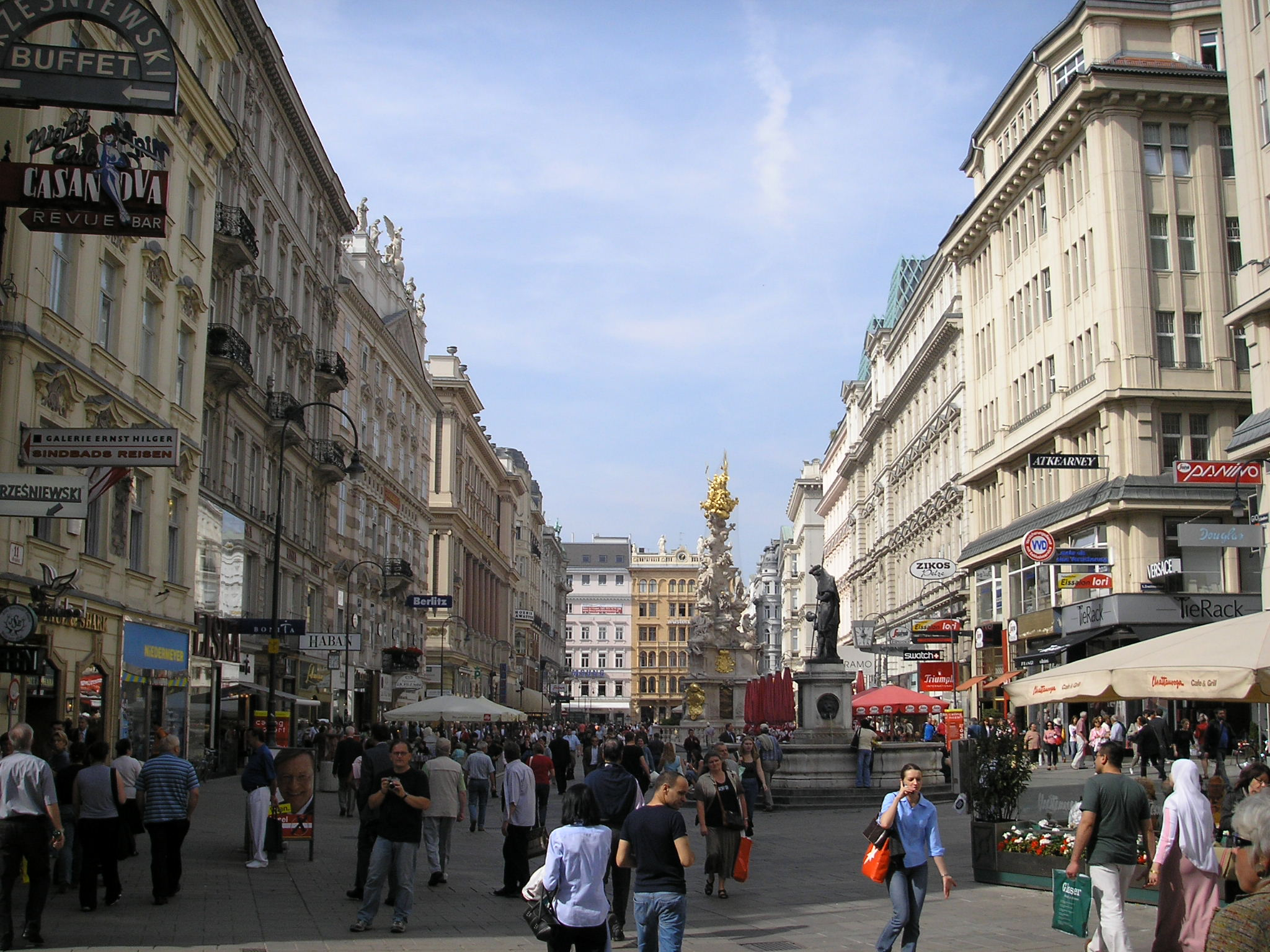
主要なショッピングストリートの1つ、グラーベン
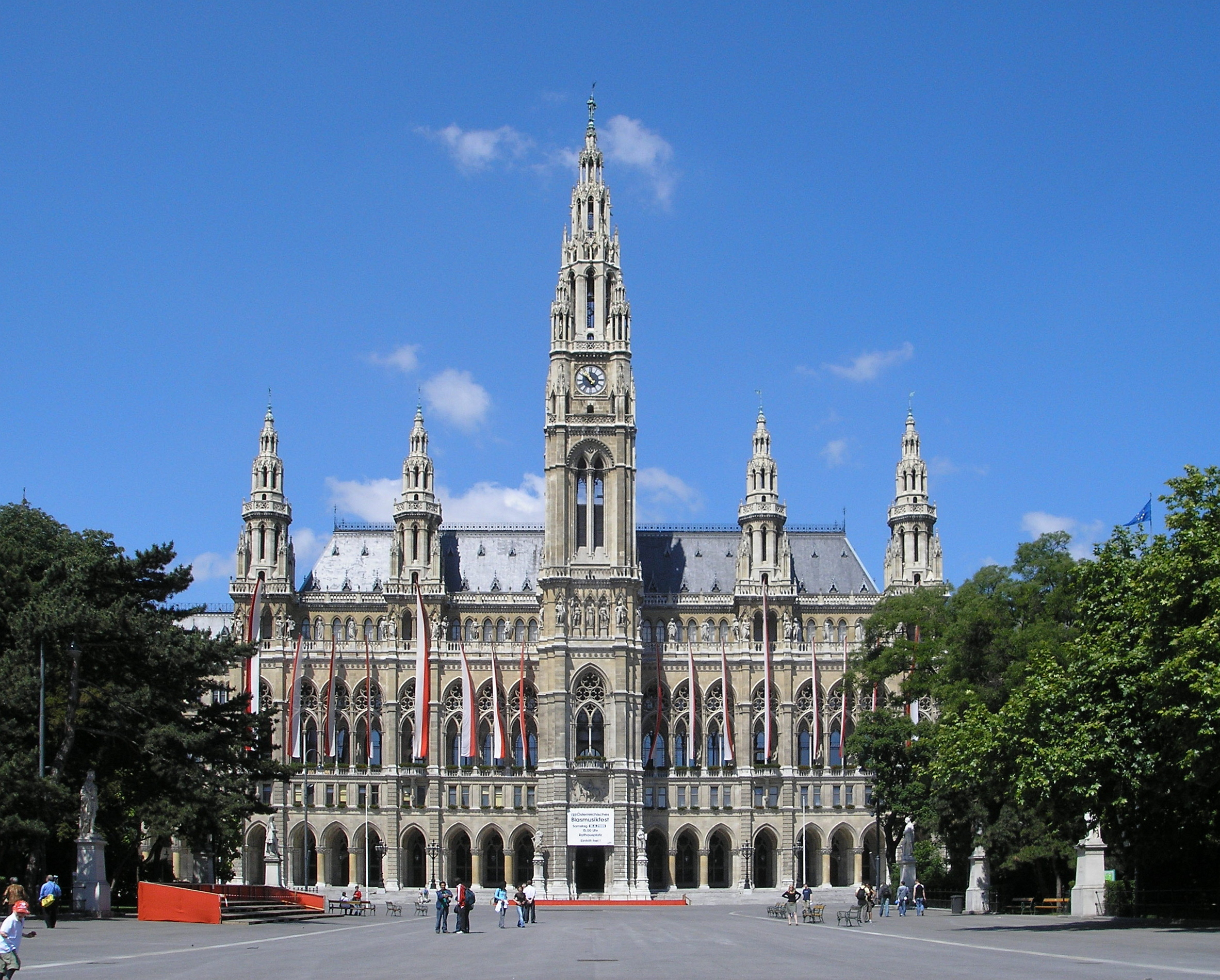
ウィーン市庁舎